# آشپزی بولیویایی

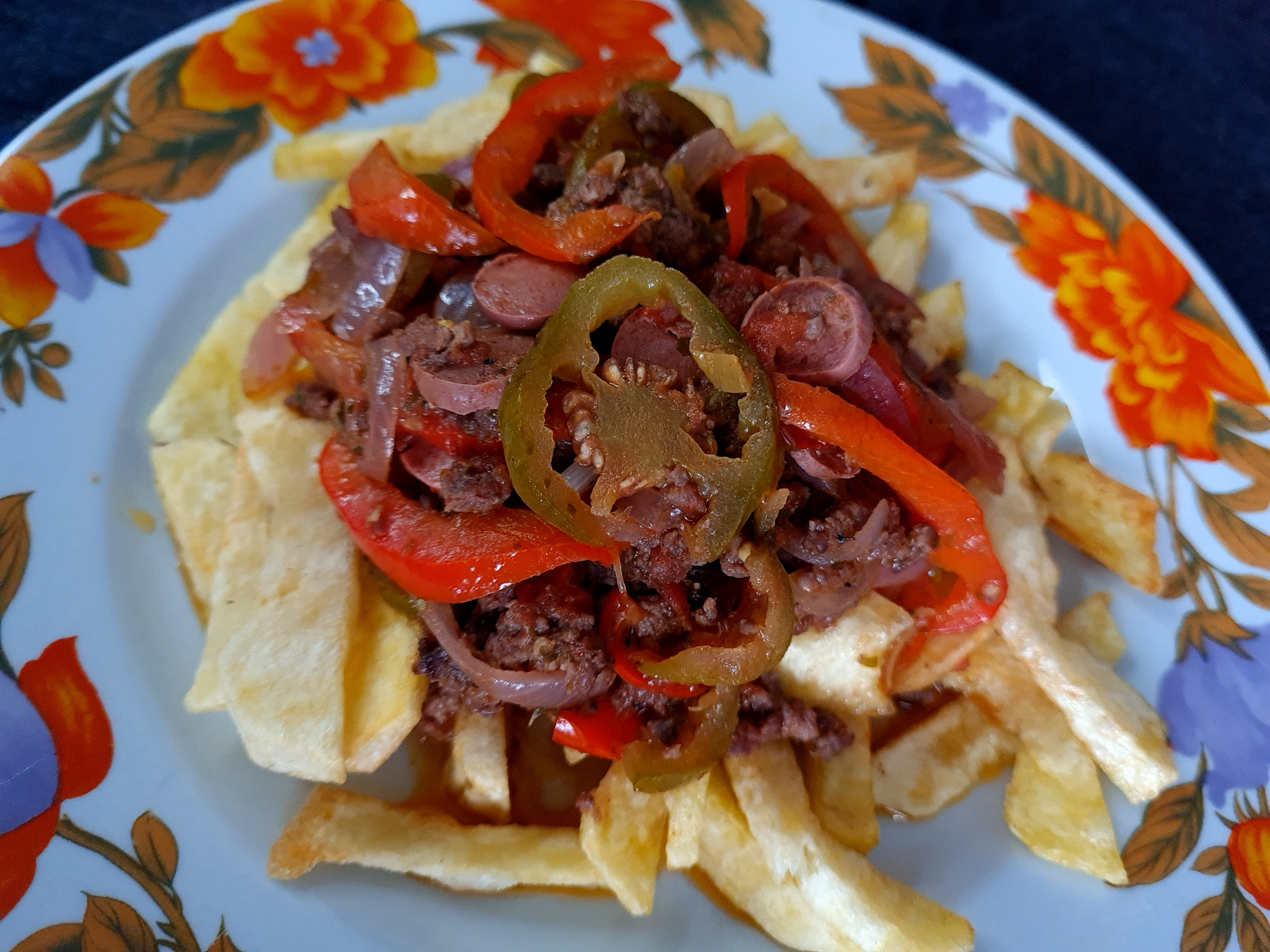
پیکه ماچو، یکی از غذاهای اصلی بولیوی

آشپزی بولیویایی آشپزی بومی بولیوی است که از سنت‌های مردم آیمارا و آشپزی اینکا و دیگر گروه‌های تمدن‌های آند و بومی‌های  آمریکای جنوبی نشأت می‌گیرد. تأثیرات بعدی از اسپانیایی‌ها، آلمانی‌ها، ایتالیایی‌ها، فرانسوی‌ها و عرب‌ها به دلیل ورود فاتحان و مهاجران از این کشورها بوده است. مواد غذایی اصلی سنتی آشپزی بولیوی شامل ذرت، سیب‌زمینی، کینوا و لوبیا است. این مواد با تعدادی از مواد غذایی که توسط اسپانیایی‌ها آورده شده، مانند برنج، گندم، گوشت گاو و گوشت خوک ترکیب شده‌اند.
آشپزی بولیوی بسته به موقعیت‌های جغرافیایی متفاوت است. در غرب بولیوی در آلتی‌پلانو، به دلیل آب و هوای سرد و مرتفع، آشپزی تمایل به استفاده از ادویه‌ها دارد، در حالی که در نواحی پست‌تر بولیوی در مناطق آمازونی، غذاها شامل محصولاتی است که در آن منطقه فراوان هستند: میوه‌ها، سبزیجات، ماهی و یوکا.

## تأثیرات
آشپزی بولیوی تحت تأثیر آشپزی اینکا، آشپزی آیمارا، آشپزی اسپانیایی و به میزان کمتری آشپزی کشورهای همسایه‌ای مانند آشپزی آرژانتینی و آشپزی پاراگوئه‌ای قرار گرفته است. مهاجرت اروپایی به بولیوی در مقایسه با سایر کشورهای آمریکای لاتین چندان رایج نیست و در حالی که آشپزی‌های آلمانی، ایتالیایی، آشپزی باسکی و دیگر آشپزی‌ها تأثیراتی بر آشپزی بولیوی داشته‌اند، آشپزی اسپانیایی همچنان تأثیر اصلی باقی مانده است.

## غذاهای بولیوی
غذاها
- آریوز کن کسو[۳]
- چارکه
- آجی نودل
- سِیِس
- فریکاسه
- پیکه ماچو (گوشت گاو، سوسیس، پیاز، فلفل، تخم‌مرغ و سیب‌زمینی سرخ‌کرده با سس)
- سالته‌نیا
- سوپ مانیا
- سیلپانچو

سس‌ها
- آجی
- لاجوا

نوشیدنی‌ها
- سینگانی
- یونگوئنو
- موکوچینچی

### شیرینی‌ها

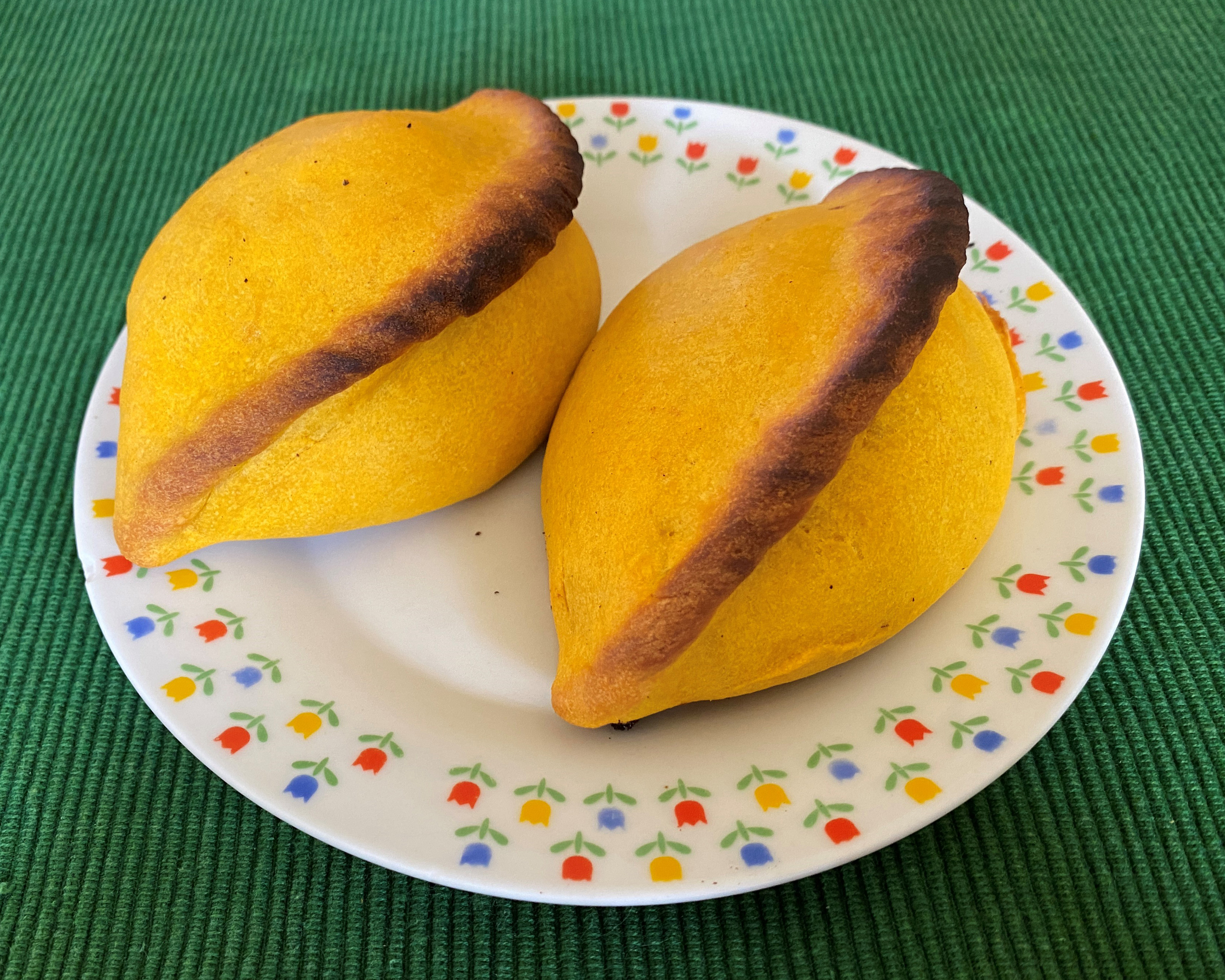
سالتنیاهای بولیویایی

شیرینی‌ها در بولیوی از شیرین‌کننده‌های معمولی مانند عسل و شکر نیشکر استفاده می‌کنند. منجار بلانکو یک ماده رایج است که به عنوان پرکننده به جای دولچه د لچه در واریاسیون‌های منطقه‌ای دسرهای سنتی مانند الفاخور استفاده می‌شود. میوه‌های شیرین مانند موز، گوآوا، نارگیل، میوهٔ گل ساعتی و کشمش به‌طور معمول استفاده می‌شوند، به‌ویژه نارگیل که در تهیه دسرهای متعددی مانند کوکاداس، پودینگ نارگیل (بودین د کوکو) و پاستلیتوها به کار می‌رود.
برخی میوه‌های محلی مانند آچاچا از جنگل‌های آمازون می‌آیند، در حالی که دیگر میوه‌ها بومی آند هستند. چریمویا، که به انگلیسی به عنوان «سیب کاستارد» شناخته می‌شود و بومی آند محسوب می‌شود، به‌طور معمول برای تهیه بستنی و دیگر شیرینی‌ها استفاده می‌شود. مارک تواین یک‌بار چریمویا را به عنوان «خوشمزه‌ترین میوه‌ای که برای انسان‌ها شناخته شده» توصیف کرده است.
هلادو د کینلا نوعی شربت طعم‌دار شده با دارچین است. توا-تواها سرخ‌کردنی هستند که با مِیل د کَنا شیرین شده‌اند.
بونولس سرخ‌کردنی‌های شیرین هستند که معمولاً برای صبحانه با نوشیدنی شیرین شده‌ای به نام آپی که با ذرت موروچو، دارچین، شیر و شکر تهیه می‌شود، خورده می‌شوند. یکی دیگر از غذاهای صبحانه میوه آند تاماریلو است که ماده‌ای رایج برای کمپوت‌ها، مرباها و دسرهای مختلف است.

## ساختار وعده غذایی

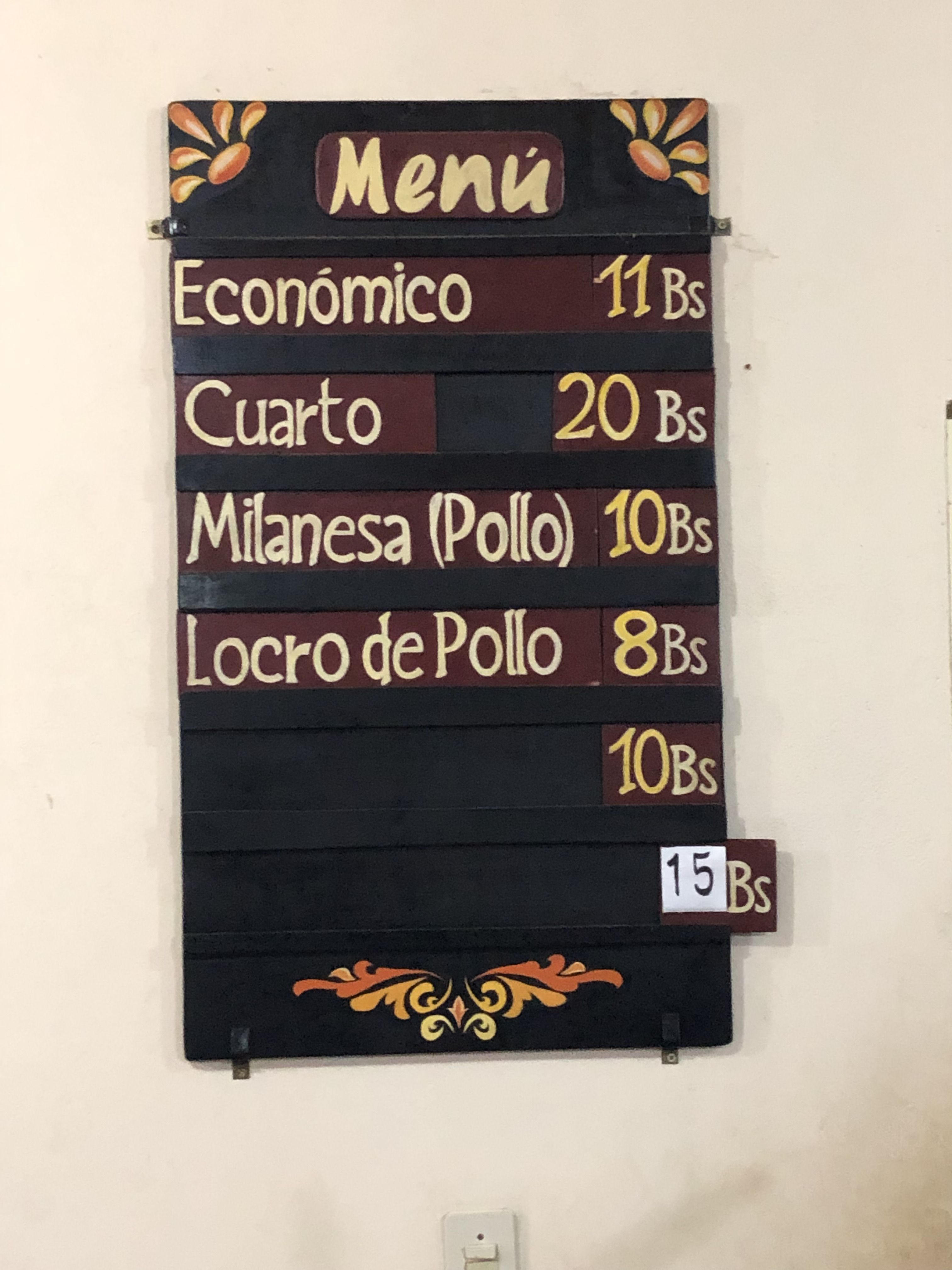
منوی یک رستوران بولیویایی ارزان‌قیمت معمولی شامل موارد زیر است:

### صبحانه (دسائونو)
اگرچه صبحانه بولیویایی می‌تواند بسیار غنی باشد، اما بیشتر بولیویایی‌ها روز خود را به سادگی با یک قهوه سیاه (''کافه تینتو'') و یک تکه نان آغاز می‌کنند. یک صبحانه معمولی بولیویایی شامل یک تکه نان، معمولاً ''ماراكتا''، همراه با کره و مربا است. این صبحانه معمولاً به عنوان «صبحانه کلاسیک بولیویایی» شناخته می‌شود.

### ناهار (آلمورزو)
آلمورزو مهم‌ترین وعده غذایی روز بولیویایی‌ها است، به‌طوری که زندگی روزمره معمولاً حول آن می‌چرخد. ناهارهای طولانی در سرتاسر کشور سنتی است، به‌طوری که کسب‌وکارها و فروشگاه‌ها معمولاً بین ساعت‌های ۱۲ تا ۲ بعدازظهر بسته می‌شوند تا کارگران زمان کافی برای بازگشت به خانه و صرف ناهار داشته باشند. یک ناهار معمولی بولیویایی شامل چندین دوره غذایی است، از جمله یک سوپ، یک غذای اصلی شامل گوشت، برنج و سیب‌زمینی، سپس دسر و قهوه. ناهار به آرامی صرف می‌شود و به‌طور سنتی با یک چرت بعدازظهر، که به‌عنوان سیستا معروف است، دنبال می‌شود.

### چای (té)
بولیویایی‌ها یک استراحت چای بعدازظهر مشابه آنچه در انگلستان رایج است، دارند. معمولاً این استراحت‌های چای در حدود ساعت ۴ تا ۵ بعدازظهر در سالن‌های چای (چای‌خانه‌ها) برگزار می‌شود. این چای‌خانه‌ها اغلب به عنوان بیکری نیز عمل می‌کنند، به‌طوری که چای و شیرینی‌ها به‌طور همزمان لذت برده می‌شوند. فنجان‌های چای سیاه معمولاً با بیسکویت‌هایی مانند گالاتاس ماریا یا هومیتاهای سنتی سرو می‌شوند. اغلب، بولیویایی‌ها هنگام عدم مصرف چای سیاه، چای کوکا یا چای گیاهی می‌نوشند.

### شام (سینا)
شام در بولیوی یک وعده غذایی سبک‌تر و غیررسمی‌تر نسبت به ناهار است که معمولاً در ساعت ۸ شب یا دیرتر برگزار می‌شود. شام در بولیوی می‌تواند به‌طور مشابهی با صبحانه در نظر گرفته شود و معمولاً رایج است که روز با یک سوپ سنتی بولیویایی به پایان برسد.